# MAB21L2
MAB21L2‏ (Mab-21 like 2) هوَ بروتين يُشَفر بواسطة جين MAB21L2 في الإنسان.